# Petr Kašpar (režisér)
Petr Kašpar (* 18. února 1977, Československo), je český režisér, cestovatel a kameraman.

## Biografie
Je tvůrcem filmů s outdoorovou tematikou. K filmu se dostal účastí na vodácké expedici Ganga 2003, která jej inspirovala k další výpravě. Následující tři roky strávil přípravami na expedici Alaknanda (2006). V rámci příprav založil značku WW8 expedition group a stal se pořadatelem expedicí a nezávislým filmařem. Takto navštívil Jamajku, většinu Evropy a Afriky.
V roce 2008 dokončuje film Hliněná řeka o etiopské expedici. Dále odjíždí natáčet na Kavkaz společně s nevidomým horolezcem Janem Říhou a vystupují na nejvyšší vrchol Ruska (Evropy) – Elbrus.
Mezi tím se jeho jméno stává důležitým na významných mezinárodních filmových festivalech.
Od roku 2010 působí se Stevem Lichtagem ve společnosti Twin Star Film, kde se kromě svých dosavadních aktivit začal zabývat tvorbou 3D filmů.

## Filmografie
- 2015 PANTANAL (Ve stopě predátora)
- 2014 Znovuzrození Bugatti - 3D
- 2012 Sandstone
- 2010 Ztracený horizont
- 2009 No.9 Manaslu 8163
- 2009 Slzy Konga
- 2008 Hliněná řeka